# Prvenstvo Hrvatske u ragbiju 2017./18.
Prvenstvo Hrvatske u ragbiju za sezonu 2017./18. je šesnaesti put zaredom osvojila momčad "Nada" iz Splita.

## Prva liga

### Sustav natjecanja
Sudjeluje 5 klubova, uključujući i jedan klub iz Slovenije, koji igraju dvokružnu ligu. Po završetku lige, dvije najuspješnije hrvatske momčadi igraju za prvaka lige. 

### Sudionici
- Sinj - Sinj
- Nada - Split
- Mladost - Zagreb
- Zagreb - Zagreb
- Ljubljana - Ljubljana (van konkurencije)

### Ljestvica
| mj. | klub      | ut. | pob. | ner. | por. | poen+ | poen- | bod |
| --- | --------- | --- | ---- | ---- | ---- | ----- | ----- | --- |
| 1.  | Nada      | 8   | 6    | 0    | 2    | 275   | 136   | 32  |
| 2.  | Mladost   | 8   | 6    | 0    | 2    | 212   | 183   | 29  |
| 3.  | Sinj      | 8   | 5    | 0    | 3    | 132   | 141   | 23  |
| 4.  | Ljubljana | 8   | 2    | 0    | 6    | 209   | 154   | 9   |
| 5.  | Zagreb    | 8   | 1    | 0    | 7    | 54    | 268   | 2   |

### Rezultati ligaškog dijela
| 1. kolo          | 1. kolo |
| ---------------- | ------- |
| 16. rujna 2017.  |         |
| Mladost - Zagreb | 33:0    |
| Nada - Ljubljana | 20:5    |

| 2. kolo          | 2. kolo |
| ---------------- | ------- |
| 23. rujna 2017.  |         |
| Zagreb - Nada    | 17:56   |
| Sinj - Ljubljana | 25:10   |

| 3. kolo            | 3. kolo |
| ------------------ | ------- |
| 30. rujna 2017.    |         |
| Ljubljana - Zagreb | 70:0    |
| 1. listopada 2017. |         |
| Mladost - Sinj     | 12:20   |

| 4. kolo            | 4. kolo |
| ------------------ | ------- |
| 7. listopada 2017. |         |
| Nada - Mladost     | 29:34   |
| Zagreb - Sinj      | 8:10    |

| 5. kolo             | 5. kolo |
| ------------------- | ------- |
| 14. listopada 2017. |         |
| Ljubljana - Mladost | 69:8    |
| Sinj - Nada         | 19:25   |

| 6. kolo            | 6. kolo |
| ------------------ | ------- |
| 11. studenog 2017. |         |
| Ljubljana - Nada   | 22:26   |
| Zagreb - Mladost   | 7:22    |

| 7. kolo             | 7. kolo |
| ------------------- | ------- |
| 18. studenog 2017.  |         |
| Mladost - Ljubljana | 38:26   |
| Nada - Sinj         | 47:8    |

| 8. kolo            | 8. kolo   |
| ------------------ | --------- |
| 25. studenog 2017. |           |
| Sinj - Ljubljana   | 20:0 p.f. |
| Nada - Zagreb      | 50:5      |

| 9. kolo           | 9. kolo   |
| ----------------- | --------- |
| 2. prosinca 2017. |           |
| Sinj - Zagreb     | 20:0 p.f. |
| Mladost - Nada    | 26:22     |

| 10. kolo           | 10. kolo |
| ------------------ | -------- |
| 9. prosinca 2017.  |          |
| Zagreb - Ljubljana | 17:7     |
| Sinj - Mladost     | 10:39    |

### Susret za prvaka
| 8. travnja 2018. | Zagreb, SC Mladost | Mladost | - | Nada | 13:31 | [ 3 ] |

## Druga liga
Druga liga se igra jednokružno. Prvak je postala "Makarska Rivijera". 

### Sudionici
- Invictus - Dubrovnik
- Makarska Rivijera - Makarska
- Šibenik, Šibenik
- Lokomotiva, Zagreb
- Zagreb II, Zagreb

### Ljestvica
| mj. | klub              | ut. | pob. | ner. | por. | poen+ | poen- | bod |
| --- | ----------------- | --- | ---- | ---- | ---- | ----- | ----- | --- |
| 1.  | Makarska Rivijera | 4   | 3    | 1    | 0    | 131   | 26    | 14  |
| 2.  | Zagreb II         | 4   | 3    | 0    | 1    | 182   | 20    | 12  |
| 3.  | Šibenik           | 4   | 2    | 0    | 2    | 125   | 112   | 10  |
| 4.  | Invictus          | 4   | 1    | 1    | 2    | 79    | 80    | 5   |
| 5.  | Lokomotiva        | 4   | 0    | 0    | 4    | 33    | 312   | 10  |

### Rezultati
| Jesenski dio                  | Jesenski dio |
| ----------------------------- | ------------ |
| 21. listopada 2017.           |              |
| Makarska Rivijera - Šibenik   | 54:19        |
| Invictus - Lokomotva          | 79:14        |
| 18. studenog 2017.            |              |
| Šibenik - Lokomotiva          | 86:12        |
| Zgreb II - Invictus           | 46:0         |
| 11. ožujka 2018.              |              |
| Makarska Rivijera - Zagreb II | 20:0 p.f.    |

| Proljetni dio                  | Proljetni dio |
| ------------------------------ | ------------- |
| 18. ožujka 2018.               |               |
| Lokomotiva - Makarska Rivijera | 7:57          |
| Zagreb II - Šibenik            | 46:0          |
| 7. travnja 2018.               |               |
| Šibenik - Invictus             | 20:0 p.f.     |
| 15. travnja 2018.              |               |
| Lokomotiva - Zagreb II         | 0:90          |
| 21. travnja 2018.              |               |
| Invictus - Makarska Rivijera   | 0:0 p.f.      |